# Lettopalena
Lettopalena est une commune de la province de Chieti dans les Abruzzes en Italie.

## Administration
| Période                                  | Période  | Identité             | Étiquette | Qualité |
| ---------------------------------------- | -------- | -------------------- | --------- | ------- |
| 28 mai 2002                              | En cours | Carlo Ezio Cavicchia |           |         |
| Les données manquantes sont à compléter. |          |                      |           |         |

### Communes limitrophes
Colledimacine, Montenerodomo, Palena, Taranta Peligna